# David Kikoski
David Kikoski (New Brunswick, 1961. szeptember 29. –) amerikai dzsesszzongorista.

## Pályafutása
David Kikoski a New Jersey állambeli New Brunswickben született. Apjától tanult zongorázni. Tinédzserkorában bárokzongorista volt. Az 1980-as évek elején a Berklee College of Music-on tanult.
1985-ben New Yorkba költözött, majd turnézott és lemezfelvételeket készített Roy Haynes-szel (1986-tól), Randy Breckerrel (1986–88), Bob Berggel (1988) és Billy Harttal (1989).
Játszott vagy/és lemezeket készített George Garzone-nal, Barry Finnertyvel, Red Rodney-vel, Craig Handyvel, Ralph Moore-ral, Didier Lockwooddal, Joe Locke-kal, Olivier Ker Ourioval és a Mingus Big Banddel is. Kikoski 2011-ben Grammy-díjat nyert a Mingus Big Banddel a legjobb élő dzsesszlemez albumért (Live at the Jazz Standard). Grammy-díjra jelölték Roy Haynes-szal a „Birds of a Feather” CD-ért.
A New Jersey állambeli Jersey City lakója.

## Lemezválogatás
- Presage (1989)
- Inner Trust (1998)
- Almost Twilight (2000)
- Surf's Up (2001)
- Comfortable Strange (2002)
- Combinations (2002)
- Details (2004)
- Limits (2006)
- Mostly Standards (2009)
- Live At Smalls (2010)
- Consequences (2012)
- From the Hip (2013)
- Kayemode (2016)

## Díjak
- 2011: Grammy-díj

## Fordítás
Ez a szócikk részben vagy egészben  a   David Kikoski című angol Wikipédia-szócikk ezen változatának fordításán alapul.  Az eredeti cikk szerkesztőit annak laptörténete sorolja fel. Ez a jelzés csupán a megfogalmazás eredetét és a szerzői jogokat jelzi, nem szolgál a cikkben szereplő információk forrásmegjelöléseként.